# Oltingue
Oltingue je francouzská obec v departementu Haut-Rhin v regionu Grand Est. V roce 2014 zde žilo 733 obyvatel.

## Poloha obce
Obec leží u hranic Francie se Švýcarskem.
Sousední obce jsou: Bettlach, Biederthal, Bouxwiller, Fislis, Liebenswiller, Linsdorf, Lutter, Raedersdorf, Rodersdorf (Švýcarsko) a Wolschwiller.

## Vývoj počtu obyvatel
Počet obyvatel